# Carl-Johan Lindqvist
Carl-Johan Alexander Lindqvist (Tyresö, 15 novembre 1971) è un ex slittinista svedese. Rappresentò la Svezia ai Giochi olimpici invernali di Albertville 1992 e Lillehammer 1994, classificandosi rispettivamente sesto e tredicesimo nel doppio con Hans Kohala.